# Garcinia smithii
Garcinia smithii là một loài thực vật có hoa trong họ Bứa. Loài này được Kosterm. mô tả khoa học đầu tiên năm 1976.